# مقبس وحدة المعالجة المركزية

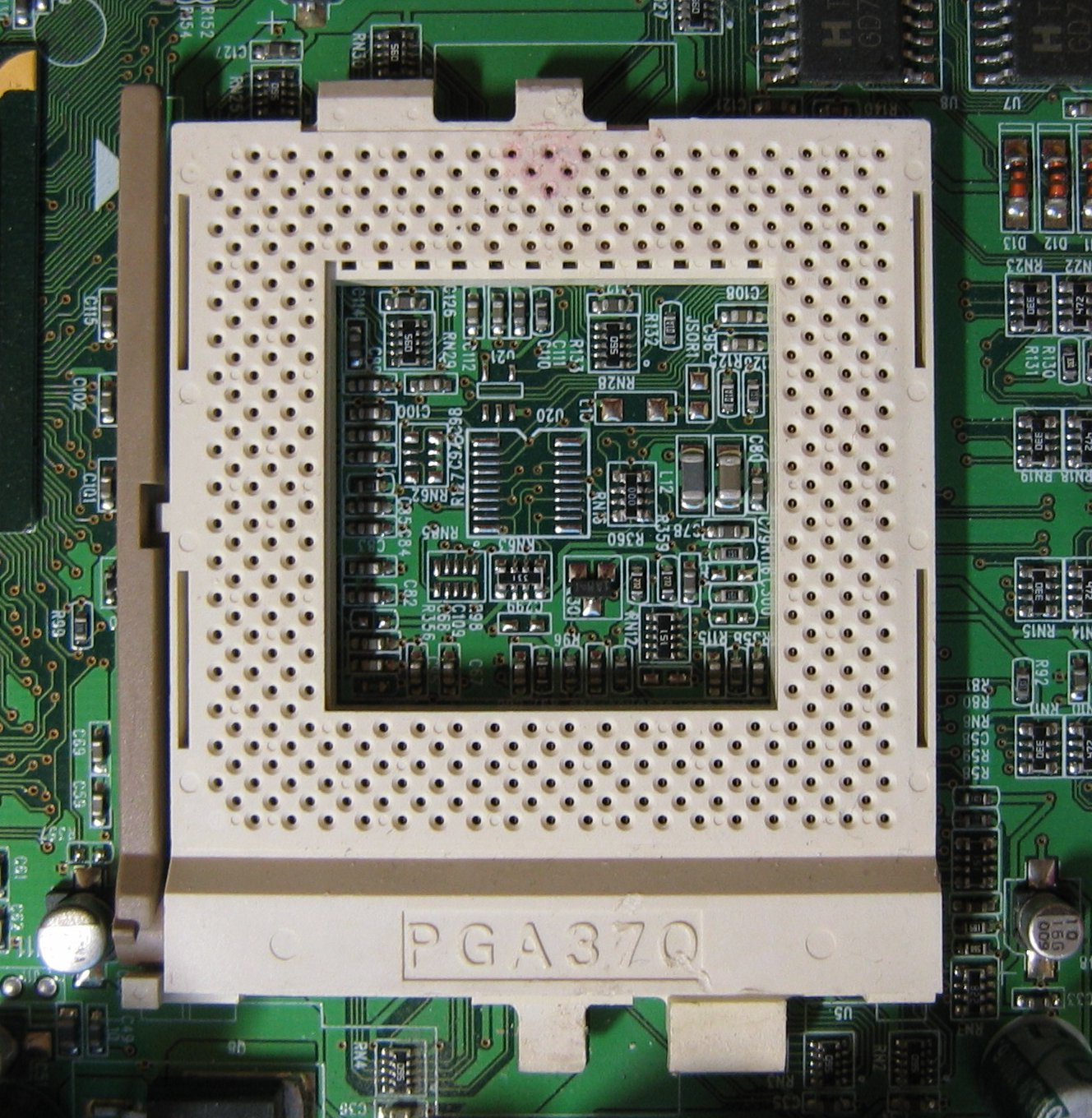
مقبس 370 التابع لشركة إنتل بتكنولوجيا شبكة إبر مصفوفة

مقبس وحدة المعالجة المركزية (بالإنجليزية: CPU socket) وهو وصلة تصل وحدة المعالجة المركزية بلوحة الأم وتثبتها بها وتأمن الوصلات الكهربئية لها. ومعظم الحواسيب المكتبية المستخدمة الآن تستعمل مقابسا لوحدات المعالجة المركزية. ومعظم هذه المقابس تستخدم شكل شبكة إبر مصفوفة (Pin grid array PGA) حيث أن وحدة المعالجة المركزية تحتوي في أسفلها مصفوفة من الإبر التي تدخل إلى ثقوب موجودة داخل المقبس من دون الحاجة إلى قوة لإدخالها لكي لا تُتنى الإبر. ثمى يتم مسك الدبابيس كي لاتفلت الوحدة.
ومنذ عام 2007 إزداد استخدام مقابس شبكة سطوح مصفوفة (Land grid array LGA) ويزداد أنواع المقابس التي تستخدم هذا الشكل. وهي تقنية أزالت الإبر عن وحدة المعالجة المركزية ووضعة مكان كل إبرة سطح معدني ولذلك سمي سطوح وأصبحة الإبر موجودة على المقبس نفسه، ويتم التواص بضغط كل سطح على الإبرة المقابلة لها في المقبس.

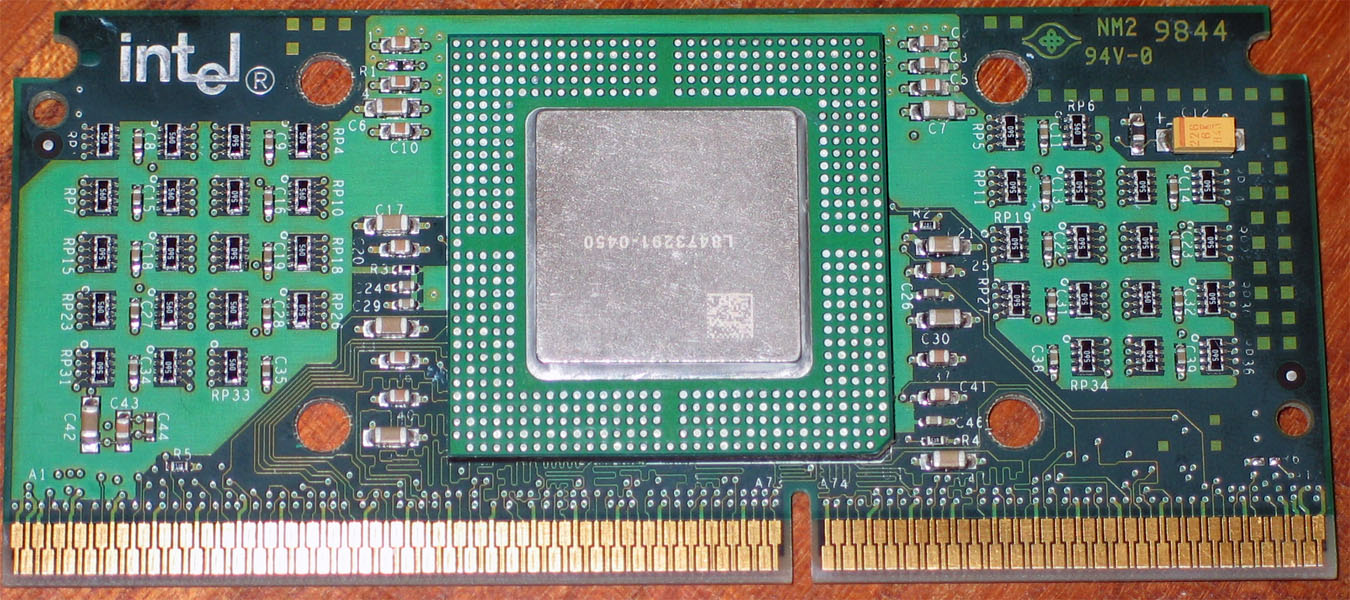
وحدة المعالجة المركزية سيليرون 300 إي تستخدم شق 1

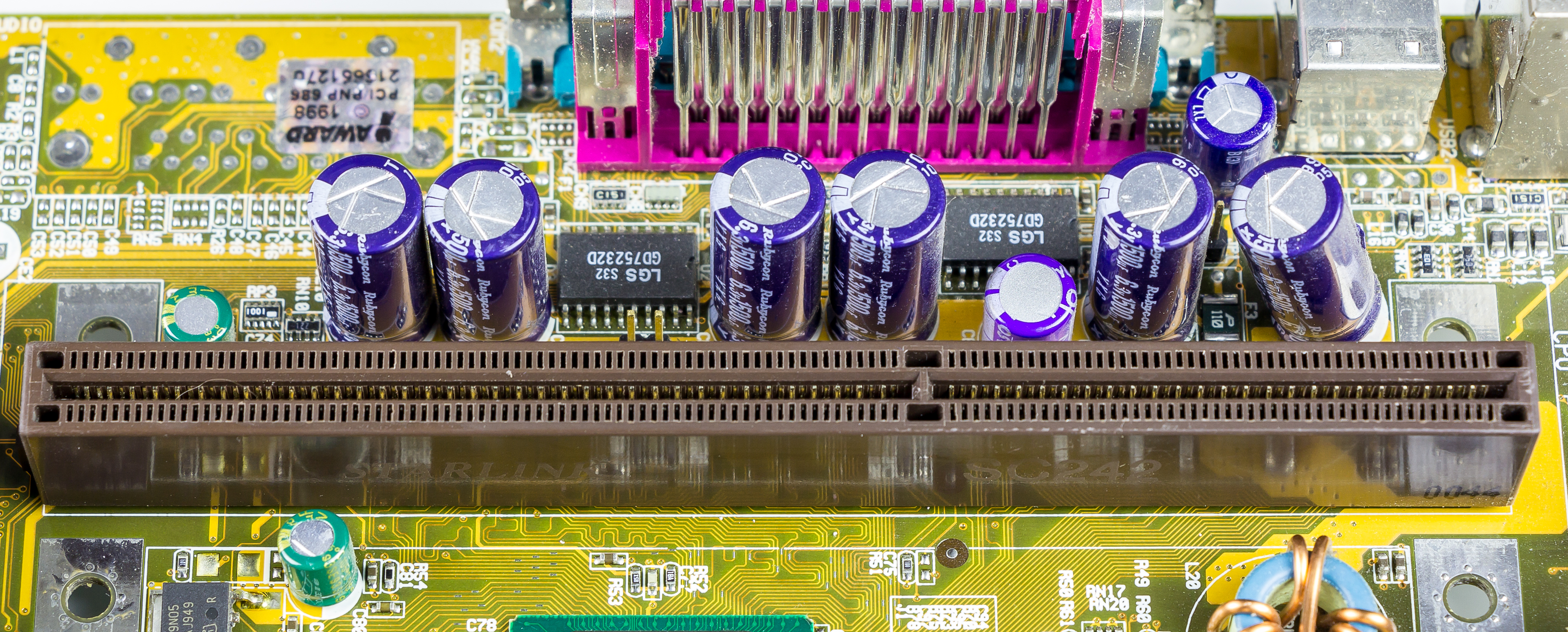
شق 1 التابع لشركة إنتل

وفي نهايت التسعينات استخدمت بعض الوحدات نظام الشقوق مثل ذاكرة الوصول العشوائي, حيث أن وحدة المعالجة تثبت على لوحة إلكترونية مطبوعة متطاولة ويتم إدخالها إلى شق مثل ذاكرة الوصول العشوائي وبطاقات التوسيع. ومن أهم حسناتها أنه كان بالإمكن تغير حجم ذاكرة الكاتش (Cache) وكانت طريقة نزع وتركيب الوحدة أسهل. ولكنها تستخدم وصلات إلكترونية أطول على لوحة الأم بينها وبين مجموعة الشرائح مما أدى إلى تلاشي هذا الشكل بعد ارتفاع سرعة وحدالت المعالجة المركزية أكثر من 500 هرتز.

## التقنيات المستخدمة في المقابس
إن المقابس تستخدم العديد من التقنيات عبر التاريخ لوَصل وحدات المعالجة المركزية بلوحة الأم وبعض هذه التقنيات ليست مستخدمة حاليأ. ومن أبرز هذه التقنيات:
- دي أي بي (Dual in-line package)
- بي أل سي دي (Plastic leaded chip carrier)
- شبكة كرات مصفوفة صغيرة برقاقة مقلوبة (Micro-Flip Chip Ball Grid Array)
- شبكة إبر مصفوفة (Pin grid array)
- شبكة سطوح مصفوفة (Land grid array)
- شبكة كرات مصفوفة (Ball grid array)
- شبكة إبر مصفوفة متداخلة (Staggered Pin Grid Array)
- شبكة إبر مصفوفة بالخزف (Ceramic Pin Grid Array)
- شبكة إبر مصفوفة بالبلستك العضوي (Organic Pin Grid Array)
- شبكة إبر مصفوفة برقاقة مقلوبة (Flip-chip pin grid array)
- قوة إدخال معدومة (Zero insertion force)

## لائحة المقابس
هناك العديد من المقابس بأسماء تحتوي على أرقام، وهذه الأرقام تشير إلى عدد الدبابيس الموجودة على وحدة المعالجة المركزية أو المقبس التي تستخدمه.

### الأولى المقابس
- مقبس 1 (Socket 1) لوحدت إنتل من نوع 80486
- مقبس 2 (Socket 2) لوحدت إنتل من نوع 80486
- مقبس 3 (Socket 3) لوحدت إنتل من نوع 80486
- مقبس 4 (Socket 4) لوحدت إنتل من نوع بنتيوم
- مقبس 5 (Socket 5) لوحدت إنتل من نوع بنتيوم
- مقبس 6 (Socket 6) لوحدت إنتل من نوع 80486
- مقبس 7 (Socket 7) لوحدت إنتل من نوع بنتيوم

### شركةإي أم دي

#### الحواسيب المكتبية
- مقبس 7 الممتاز (Super Socket 7)
- شق إي (Slot A)
- مقبس إي (Socket A)
- مقبس 754 (Socket 754)
- مقبس 939 (Socket 939)
- مقبس إي أم 2 (Socket AM2)
- مقبس إي أم 2+ (+Socket AM2)
- مقبس إي أم 3 (Socket AM3)
- مقبس اف ام 1 (Socket FM1)
- مقبس إي أم 3+ (+Socket AM3)
- مقبس اف ام 2 (Socket FM2)

#### الحواسيب المحمولة
- مقبس 563 (Socket 563)
- مقبس 754 (Socket 754)
- مقبس أس 1 (Socket S1)
- مقبس أف أس 1 (Socket FS1)

#### الخوادم
- مقبس 940 (Socket 940)
- مقبس إي (Socket A)
- مقبس أف (Socket F)
- مقبس أف+ (+Socket F)
- مقبس جي 3 (Socket G3)
- مقبس جي 34 (Socket G34)

### شركةإنتل

#### الحواسيب المكتبية
- شق 1 (Slot 1)
- مقبس 370 (Socket 370)
- مقبس 423 (Socket 423)
- مقبس 478 (Socket 478)
- مقبس أن (Socket N)
- مقبس بي (Socket B)
- مقبس تي (Socket T)
- مقبس ايتش (Socket H)
- مقبس ايتش2 (Socket H2)
- مقبس ايتش3 (Socket H3)

#### الحواسيب المحمولة
- مقبس 441 (Socket 441)
- مقبس 479 (Socket 479)
- مقبس 495 (Socket 495)
- مقبس أم (Socket M)
- مقبس پي (Socket P)
- مقبس 441 (Socket 441)
- مقبس جي1 (Socket G1)
- مقبس جي2 (Socket G2)
- مقبس جي3 (Socket G3)

#### الخوادم
- مقبس 8 (Socket 8)
- شق 2 (Slot 2)
- مقبس 603 (Socket 603)
- مقبس 604 (Socket 604)
- بي إي سي 418 (PAC418)
- بي إي سي 611 (PAC611)
- مقبس دجي (Socket J)
- مقبس بي (Socket B)
- مقبس إل جي إي1248 (LGA 1248)
- مقبس إل جي إي1567 (LGA 1567)
- مقبس أر (Socket R)

### مقابس أخرى
- مقبس 463 (Socket 463) من شركة نكس جن (NexGen)
- مقبس 499 (Socket 499) من شركة ديجيتال إكوبمنت كوربوريشون (Digital Equipment Corporation)
- شق بي (Slot B) من شركة ديجيتال إكوبمنت كوربوريشون
- سلوت كتس (Slotkets) وهو يحول من مقبس 8 إلى شق 1